# オーストラリア推理作家協会
オーストラリア推理作家協会（オーストラリアすいりさっかきょうかい、the Crime Writers Association of Australia、略称：CWAA）は、1996年に設立されたオーストラリアの団体。シドニーの書店「アビーズ・ブックショップ」（Abbey's Bookshop）のピーター・ミルン（Peter Milne）を中心に設立された。オーストラリアの推理小説の普及・促進活動を行う。メインの活動はオーストラリアの年間最優秀作品を選出するネッド・ケリー賞の運営であり、ほかには交流会・読書会・サイン会などの企画を行っている。入会資格に制限はない。

## ネッド・ケリー賞
ネッド・ケリー賞（Ned Kelly Awards、オーストラリア推理作家協会賞、CWAA賞）は、オーストラリア推理作家協会が運営する賞。1996年より毎年行われている。賞の名前は、オーストラリアのロビン・フッドと称される、1880年に絞首刑となった伝説の犯罪者「ネッド・ケリー」に由来する。オーストラリアの推理作家が書いた推理小説を対象とする最優秀長編賞、最優秀デビュー長編賞や、オーストラリアのミステリ界に貢献のあった人を表彰する功労賞などがある。